# Firmus (usurpateur romain)
Pour les articles homonymes, voir Firmus.
Firmus, usurpateur romain à Alexandrie, mort en 273. Son existence est historiquement incertaine, faute de sources crédibles.

## Biographie
L'Histoire Auguste le décrit comme un marchand né à Séleucie de Piérie en Syrie, enrichi dans le commerce du papyrus et doté d'une armée privée, mais sa biographie du « Quadrige des Tyrans » est presque entièrement meublée de fantaisies et d'inventions de l'auteur, comme le portrait de Firmus (son aspect était horrible, d'où son surnom : Le Cyclope, avide de viande, il mangeait une autruche par jour, etc.). Cette source est la seule sur Firmus, ce qui rend l'existence de ce personnage douteuse. Un historien antique plus fiable, Zosime, indique qu'à cette époque a eu lieu une agitation séparatiste en Égypte à Alexandrie, matée par l'empereur Aurélien.
Selon la seule Histoire Auguste, Firmus se proclama empereur en Égypte et voulut venger Zénobie, ce soulèvement faisait suite à la révolte de Palmyre et avait pour but de rendre l'Égypte indépendante. Pour cela, Firmus fit appel à des renforts blemmyes qui ne vinrent d'ailleurs jamais.
Il fut pris par Aurélien qui le fit crucifier, selon un faux édit impérial inventé par le rédacteur. Une autre version, toujours donnée par l'Histoire Auguste, indique qu'il se serait suicidé par pendaison.

## Homonymies
Il y a d'ailleurs deux homonymes de la même époque : un préfet d'Égypte du nom de Claudius Firmus (inscription OGIS, 711, et des papyri ont été écrits à son nom) en 264, correcteur de la même province en 274 et un dux limitis africanis et proconsul dont parle le rédacteur de la vie de Firmus. Ce dernier a un titre douteux pour l'époque d'Aurélien (il fait plutôt penser à un Dux militaire de la tétrarchie) et s'il avait été l'usurpateur d'Alexandrie, aurait donc au moins eu la IIIe légion d'Auguste sous ses ordres. Hors celle-ci est qualifiée d'« Aurélienne » sur l'inscription CIL VIII, 2665 de l'époque d'Aurélien. Cela va à l'encontre d'une participation de cette unité à la révolte.